# هيلين هوارد
هيلين هوارد (بالإنجليزية: Helen Howard)‏ هي ممثلة أمريكية، ولدت في 2 مايو 1899 في كولورادو سبرينغز في الولايات المتحدة، وتوفيت في 13 مارس 1927 في لوس أنجلوس في الولايات المتحدة.

## وصلات خارجية
- هيلين هوارد على موقع IMDb (الإنجليزية)